# Robert Whittaker (lottatore)
Robert John Whittaker (Auckland, 20 dicembre 1990) è un lottatore di arti marziali miste australiano.
Combatte nella divisione dei pesi medi per l'organizzazione statunitense UFC, nella quale è stato campione di categoria dal 2017 al 2019.
Precedentemente era stato campione ad interim nonché vincitore del torneo dei pesi welter nella stagione del 2012 del reality show The Ultimate Fighter.

## Biografia
Whittaker nasce il 20 dicembre 1990 ad Auckland da padre australiano e madre di etnia kiwis. Con la famiglia si trasferì da giovanissimo in Australia e infatti, una volta divenuto un lottatore professionista, ha rappresentato sia questa nazione che l'Australia.
Quando aveva sei anni il padre iscrisse lui e suo fratello ad una scuola di Karate per far imparare loro sia tecniche di autodifesa che di autocontrollo: dopo circa otto anni, quando aveva già ottenuto la cintura nera, passò all'Hapkido e poi alle MMA; prima di intraprendere quest'ultima disciplina ha svolto il mestiere di muratore.
Al contrario di molti suoi colleghi non ama il trash-talking ed è a capo di diversi progetti per spingere i giovani della sua città ad avvicinarsi alla arti marziali.

## Carriera nelle arti marziali miste

### Inizi
Whittaker compie il suo debutto professionale nel 2009 all'età di 18 anni. Dopo aver firmato un contratto con la promozione australiana Xtreme Fighting Championship, compie il suo debutto il 14 marzo 2009 contro Chris Tallowin, vincendo l'incontro tramite KO tecnico al primo round. Si unisce quindi alla federazione Cage Fighting Championship, trionfando in tutti i sei incontri disputati fra il 2009 ed il 2011.
Il 30 ottobre 2011, in occasione dell'evento Legend Fighting Championship 6, subisce la sua prima sconfitta da professionista quando affronta a Macao il sudcoreano Hoon Kim, dal quale viene sottomesso al primo round. Vince i due incontri successivi, prima di essere nuovamente battuto, questa volta da Jesse Juarez..

### UFC
Whittaker debuttò in UFC il 15 dicembre del 2012, all'evento UFC on FX: Sotiropoulos vs. Pearson dove affrontò Brad Scott, per determinare il vincitore del reality show The Ultimate Fighter: The Smashes. Whittaker vinse l'incontro per decisione unanime.
Il 25 maggio 2013 affrontò e sconfisse Colton Smith a UFC 160, per KO tecnico al terzo round. Successivamente, il 28 agosto, affrontò Court McGee, perdendo l'incontro per decisione non unanime.
A dicembre avrebbe dovuto affrontare Brian Melancon, ma quest'ultimo venne rimosso dalla card per infortunio che lo portò al ritiro. Whittaker venne anch'egli rimosso dalla card.
Il 22 febbraio del 2014 dovette scontrarsi con Stephen Thompson all'evento UFC 170. Robert venne finalizzato per KO tecnico al primo round.
A giugno dello stesso anno, vinse per decisione unanime contro Mike Rhodes. L'8 novembre, invece, affrontò Clint Hester in un incontro di pesi medi. Whittaker vinse un incredibile match, molto combattuto, per KO tecnico al secondo round; inoltre venne premiato con il riconoscimento Fight of the Night.
Il 10 maggio 2015 affrontò Brad Tavares all'evento UFC Fight Night 65. Con due incredibile ganci destri, Whittaker vinse l'incontro per KO, per poi essere premiato con il premio Performance of the Night.
A novembre avrebbe dovuto affrontare, quello che poi sarebbe diventato il campione dei pesi medi UFC, Michael Bisping all'evento UFC 193. Tuttavia, Bisping venne rimosso dall'incontro il 30 settembre per infortunio e al suo posto fu inserito Uriah Hall. Whittaker vinse per decisione unanime.
Il 23 aprile del 2016, all'evento UFC 197, riuscì a vincere l'incontro con Rafael Natal per decisione unanime.
A novembre dovette affrontare Derek Brunson nel main event di UFC Fight Night 101. Fin da subito entrambi gli atleti cominciarono a scambiarsi pesanti colpi, nel tentativo di vincere al più presto l'incontro per KO. Nei primi minuti Whittaker si trovò in difficoltà nel fronteggiare l'avanzata di Brunson, ma a 2 minuti dalla fine della prima ripresa riuscì a colpire il suo avversario con un gancio sinistro mentre indietreggiava; con questo colpò riuscì a stordirlo ma non a finalizzarlo. Passò 1 minuto e Whittaker eseguì una combinazione di jab sinistro e calcio destro alla testa di Brunson, lo mandò al tappeto e riuscì a finalizzarlo per KO tecnico. Con questa vittoria, oltre ad ottenere il premio Fight of the Night, ottenne anche il riconoscimento Performance of the Night.
A UFC on Fox: Johnson vs. Reis Robert Whittaker dovette affrontare l'esperto in Bjj Ronaldo Jacare Souza. Un match molto equilibrato fino a quando lo striking di Whittaker ha distrutto la difesa di Souza vincendo l'incontro per TKO al 2 round. 
Dopo la vittoria su Souza, Whittaker entra nella top tre dei pesi medi. In attesa del ritorno del campione Michael Bisping, Whittaker deve affrontare per il titolo dei pesi medi ad interim un altro contendente molto esperto, il cubano Yoel Romero, ancora imbattuto in UFC: i due si sono affrontati l'8 luglio 2017 all'evento UFC 213 e, dopo cinque round molto equilibrati, Whittaker vince per decisione unanime con il punteggio di 49-46. A fine match Whittaker ha avuto una discussione con il campione in carica Michael Bisping, presente tra il pubblico.

#### Campione dei pesi medi UFC e perdita del titolo
Il 7 dicembre 2017 il campione dei pesi medi Georges St-Pierre decide di rendere vacante il titolo, dopo aver battuto Bisping, per concentrarsi sulla sua salute e pertanto Whittaker viene promosso campione indiscusso; la sua prima difesa del titolo sarebbe dovuta avvenire contro l'ex campione Luke Rockhold a UFC 221, ma un serio problema di salute occorso proprio a Whittaker (infezione allo stomaco) portò alla sua sostituzione con Romero.
Il 9 giugno 2018 Whittaker affronta di nuovo Romero, ma dato che questi superò il limite di peso in caso di sconfitta avrebbe mantenuto il titolo; alla fine dei cinque round, comunque, Whittaker viene proclamato vincitore per decisione non unanime ed entrambi gli atleti vengono insigniti del premio Fight of the Night.
Il 9 febbraio 2019 avrebbe dovuto affrontare Kelvin Gastelum nel main event di UFC 234 davanti al pubblico di casa di Melbourne per difendere il titolo dei pesi medi, ma a poche ore dal match il campione dovette rinunciare per via di un'ernia addominale lasciando il main event nelle mani di Anderson Silva e Israel Adesanya.
Torna a combattere il 6 ottobre 2019 per difendere il suo titolo dall'assalto di Adesanya, nel frattempo divenuto campione ad interim dopo aver battuto Gastelum, ma al secondo round il nigeriano riesce a mettere KO il campione vincendo incontro e titolo.
Da quel momento, Whittaker affronta altri tre fighter dei pesi medi, ovvero Darren Till, Jared Cannonier e Kevin Gastelum, vincendo tutti e tre i match per decisione unanime e ottenendo un incontro con il titolo contro il campione Israel Adesanya.
Il 12 febbraio 2022, ad UFC 271, Whittaker perde nuovamente l'incontro con Adesanya per decisione unanime, non riuscendo così a vincere il titolo.
Il 3 settembre 2022 torna in gabbia, alla UFC Fight Night di Parigi contro Marvin Vettori, vincendo per decisione unanime. Mentre l'8 luglio 2023 combatte contro Dricus Du Plessis ad UFC 290, in un match dichiarato da Dana White come eliminatoria per l'incontro per il titolo pesi medi, perdendo per Ko tecnico al minuto 2:23 del secondo round.
Il 17 febbraio 2024 ritorna in gabbia, ad UFC 298, in un match contro Paulo Costa (già in programma in passato ma rinviato per infortuni del brasiliano), dove Robert vince per decisione unanime sui tre round.

## Risultati nelle arti marziali miste
| Risultato | Record | Avversario        | Metodo                                 | Evento                                 | Data              | Round | Tempo | Città                          | Note |
| --------- | ------ | ----------------- | -------------------------------------- | -------------------------------------- | ----------------- | ----- | ----- | ------------------------------ | --- |
| Sconfitta | 26-9   | Reinier de Ridder | Decisione (non unanime)                | UFC on ABC: Whittaker vs. de Ridder    | 26 luglio 2025    | 5     | 5:00  | Abu Dhabi, Emirati Arabi Uniti | |
| Sconfitta | 26-8   | Khamzat Chimaev   | Sottomissione (face crank)             | UFC 308                                | 26 ottobre 2024   | 1     | 3:34  | Abu Dhabi, Emirati Arabi Uniti | |
| Vittoria  | 26-7   | Ikram Aliskerov   | KO (pugni)                             | UFC on ABC: Whittaker vs. Aliskerov    | 22 giugno 2024    | 1     | 1:49  | Riyadh, Arabia Saudita         | Performance of the Night |
| Vittoria  | 25-7   | Paulo Costa       | Decisione (unanime)                    | UFC 298                                | 17 Febbraio 2024  | 3     | 5:00  | Anaheim, Stati Uniti           | |
| Sconfitta | 24-7   | Dricus Du Plessis | KO tecnico (pugni)                     | UFC 290                                | 8 luglio 2023     | 2     | 2:23  | Las Vegas, Stati Uniti         | Eliminatoria per il titolo dei pesi medi UFC |
| Vittoria  | 24-6   | Marvin Vettori    | Decisione (unanime)                    | UFC Fight Night: Gane vs. Tuivasa      | 3 settembre 2022  | 3     | 5:00  | Parigi, Francia                | |
| Sconfitta | 23-6   | Israel Adesanya   | Decisione (unanime)                    | UFC 271: Adesanya vs. Whittaker 2      | 12 febbraio 2022  | 5     | 5:00  | Houston, Stati Uniti           | Per il titolo dei pesi medi UFC |
| Vittoria  | 23-5   | Kelvin Gastelum   | Decisione (unanime)                    | UFC on ESPN: Whittaker vs. Gastelum    | 17 aprile 2021    | 5     | 5:00  | Las Vegas, Stati Uniti         | Fight of the Night |
| Vittoria  | 22-5   | Jared Cannonier   | Decisione (unanime)                    | UFC 254: Khabib vs. Gaethje            | 24 ottobre 2020   | 3     | 5:00  | Abu Dhabi, Emirati Arabi       | |
| Vittoria  | 21-5   | Darren Till       | Decisione (unanime)                    | UFC on ESPN: Whittaker vs. Till        | 26 luglio 2020    | 5     | 5:00  | Abu Dhabi, Emirati Arabi       | |
| Sconfitta | 20-5   | Israel Adesanya   | KO (pugni)                             | UFC 243: Whittaker vs. Adesanya        | 6 ottobre 2019    | 2     | 3:33  | Melbourne, Australia           | Perde il titolo dei pesi medi UFC |
| Vittoria  | 20-4   | Yoel Romero       | Decisione (non unanime)                | UFC 225: Whittaker vs. Romero 2        | 9 giugno 2018     | 5     | 5:00  | Chicago, Stati Uniti           | Fight of the Night |
| Vittoria  | 19-4   | Yoel Romero       | Decisione (unanime)                    | UFC 213: Romero vs. Whittaker          | 8 luglio 2017     | 5     | 5:00  | Paradise, Stati Uniti          | Vince il titolo dei pesi medi UFC ad interim, poi promosso a campione indiscusso per la resa vacante del titolo da parte di George St-Pierre. Fight of the Night |
| Vittoria  | 18-4   | Ronaldo Souza     | KO tecnico (calcio alla testa e pugni) | UFC on Fox: Johnson vs. Reis           | 15 aprile 2017    | 2     | 3:28  | Kansas City, Stati Uniti       | Performance of the Night |
| Vittoria  | 17-4   | Derek Brunson     | KO tecnico (calcio alla testa e pugni) | UFC Fight Night: Whittaker vs. Brunson | 27 settembre 2016 | 1     | 4:07  | Melbourne, Australia           | Fight of the Night, Performance of the Night |
| Vittoria  | 16-4   | Rafael Natal      | Decisione (unanime)                    | UFC 197: Jones vs. Saint Preux         | 23 aprile 2016    | 3     | 5:00  | Las Vegas, Stati Uniti         | |
| Vittoria  | 15-4   | Uriah Hall        | Decisione (unanime)                    | UFC 193: Rousey vs. Holm               | 15 novembre 2015  | 3     | 5:00  | Melbourne, Australia           | |
| Vittoria  | 14-4   | Brad Tavares      | KO (pugno)                             | UFC Fight Night: Miocic vs. Hunt       | 10 maggio 2015    | 1     | 0:44  | Adelaide, Australia            | Performance of the Night |
| Vittoria  | 13-4   | Clint Hester      | KO tecnico (ginocchiata e pugni)       | UFC Fight Night: Rockhold vs. Bisping  | 8 novembre 2014   | 2     | 2:43  | Sydney, Australia              | Passa ai pesi medi, Fight of the Night |
| Vittoria  | 12-4   | Mike Rhodes       | Decisione (unanime)                    | UFC Fight Night: Te Huna vs. Marquardt | 28 giugno 2014    | 3     | 5:00  | Auckland, Nuova Zelanda        | |
| Sconfitta | 11-4   | Stephen Thompson  | KO tecnico (pugni)                     | UFC 170: Rousey vs. McMann             | 22 febbraio 2014  | 1     | 3:43  | Las Vegas, Stati Uniti         | |
| Sconfitta | 11-3   | Court McGee       | Decisione (non unanime)                | UFC Fight Night: Condit vs. Kampmann 2 | 28 agosto 2013    | 3     | 5:00  | Indianapolis, Stati Uniti      | |
| Vittoria  | 11-2   | Colton Smith      | KO tecnico (pugni)                     | UFC 160: Velazquez vs. Big Foot 2      | 25 maggio 2013    | 3     | 0:41  | Las Vegas, Stati Uniti         | |
| Vittoria  | 10-2   | Brad Scott        | Decisione (unanime)                    | UFC on FX: Sotiropoulos vs. Pearson    | 15 dicembre 2012  | 3     | 5:00  | Gold Coast, Australia          | Debutto in UFC, vince il torneo dei pesi welter TUF |
| Sconfitta | 9-2    | Jesse Juarez      | Decisione (unanime)                    | Cage Fighting Championships 21         | 18 maggio 2012    | 5     | 5:00  | Sydney, Australia              | Per il titolo dei pesi welter CFC |
| Vittoria  | 9-1    | Shaun Spooner     | KO tecnico (pugni)                     | Superfight Australia 13                | 23 marzo 2012     | 1     | 4:01  | Perth, Australia               | Vince il titolo dei pesi welter SFA |
| Vittoria  | 8-1    | Ian Bone          | KO tecnico (pugni)                     | Cage Fighting Championships 19         | 9 dicembre 2011   | 1     | 3:15  | Sydney, Australia              | |
| Sconfitta | 7-1    | Hoon Kim          | Sottomissione (triangolo)              | Legend Fighting Championships 6        | 30 ottobre 2011   | 1     | 3:01  | Macao, Cina                    | |
| Vittoria  | 7-0    | Corey Nelson      | Sottomissione (armbar)                 | Cage Fighting Championships 18         | 26 agosto 2011    | 1     | 4:40  | Sydney, Australia              | |
| Vittoria  | 6-0    | Ben Alloway       | Sottomissione (rear-naked choke)       | Cage Fighting Championships 17         | 3 giugno 2011     | 1     | 4:07  | Gold Coast, Australia          | |
| Vittoria  | 5-0    | Nate Thomson      | Sottomissione (rear-naked choke)       | Cage Fighting Championships 15         | 8 ottobre 2010    | 1     | 2:21  | Sydney, Australia              | |
| Vittoria  | 4-0    | Jay Cobain        | Sottomissione (armbar)                 | Cage Fighting Championships 14         | 5 giugno 2010     | 1     | 0:32  | Sydney, Australia              | |
| Vittoria  | 3-0    | Nick Ariel        | KO (pugno)                             | Cage Fighting Championships 12         | 12 marzo 2010     | 1     | 2:50  | Sydney, Australia              | |
| Vittoria  | 2-0    | Richard Walsh     | Sottomissione (rear-naked choke)       | Cage Fighting Championships 11         | 20 novembre 2009  | 1     | 2:40  | Sydney, Australia              | |
| Vittoria  | 1-0    | Chris Tallowin    | KO Tecnico (pugni)                     | XFC 14                                 | 14 marzo 2009     | 1     | N/A   | Perth, Australia               | |